# اتین پروشون
اتین پروشون (فرانسوی: Étienne Perruchon‎; ۲۳ اکتبر ۱۹۵۸ – ۱۴ مهٔ ۲۰۱۹) موسیقی‌دان، نوازنده و آهنگساز اهل فرانسه بود.